# Дядо, вълчо, лисана, Шаро и котана
Дядо, вълчо, лисана, Шаро и котана е български телевизионен игрален филм (детски, новела, приказка, късометражен) от 1978 година на режисьора Нина Шопова, по сценарий на Кина Къдрева. Оператор е Минчо Ганев, музиката е на Юри Ступел, а художник е Наталия Генова.

## Актьорски състав
| В главните роли | Изпълнител      |
| --------------- | --------------- |
| Лиса            | Северина Тенева |
| Котана          | Рут Спасова     |
| Вълчо           | Добромир Манев  |
| Шаро            | Кристиян Фоков  |
|                 | Дора Великова   |
|                 | Продан Нончев   |
|                 | Пламен Петков   |